# Natural Energy Laboratory of Hawaii Authority
Koordinaten: 19° 42′ 58″ N, 156° 2′ 1″ W

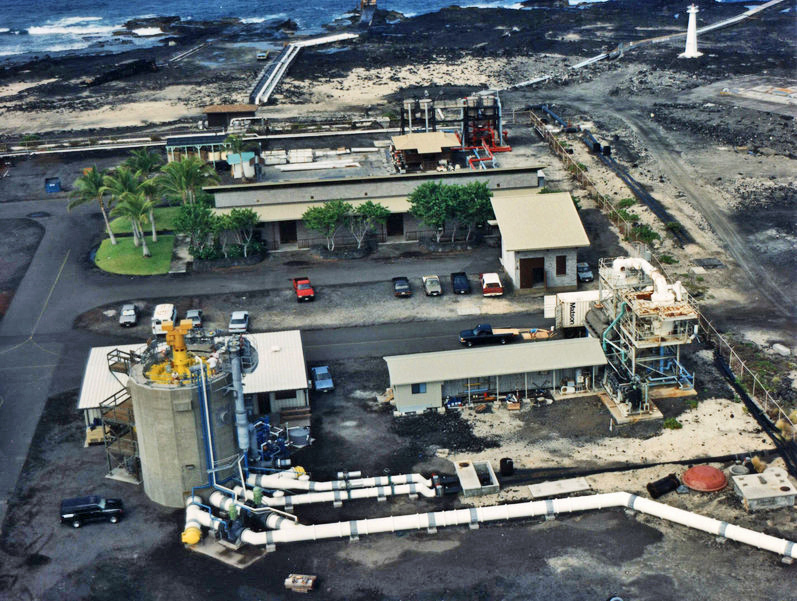
Hawaii Ocean Science and Technology Park

Die Natural Energy Laboratory of Hawaii Authority (kurz Natural Energy Lab oder NELHA) ist die in Kailua-Kona ansässige Verwaltungseinheit von Forschungs- und Energieparks. Das Herzstück der Natural Energy Laboratory of Hawaii Authority ist der 350 ha große Hawaii Ocean Science and Technology Park (HOST Park) in Keahole Point.
Das Natural Energy Laboratory wurde 1974 als eine Außenstelle der University of Hawaii gegründet. Das ursprüngliche Ziel war die Erforschung und Nutzung des thermalen Gradienten in den Ozeanen zur Energiegewinnung sowie die Aquakultur. Bereits 1979 konnte in einem dreimonatigen Versuchslauf vor der Küste das Prinzip der ozeanothermischen Energiegewinnung erfolgreich demonstriert werden. Auf Grund des Erfolges wurde ein experimentelles Meereswärmekraftwerk mit einem offenen Kreislauf erbaut und 1993 bis 1998 in Betrieb genommen.
Seit den 1990er Jahren haben sich die Tätigkeitsfelder auf dem Gebiet des Natural Energy Laboratory erweitert und zahlreiche Firmen sind hinzugezogen. Für die Detektion von Neutrinos im Rahmen des mittlerweile eingestellten DUMAND-Projekts wurde der Bau eines Unterwasserteleskops in Angriff genommen. Das Hauptaugenmerk, die Erforschung und Nutzung erneuerbarer Energien, wurde auf die Photovoltaik und Solarthermie ausgedehnt. Microalgen werden zur Herstellung von Biotreibstoffen genutzt.